# Leckhampton with Warden Hill
Leckhampton with Warden Hill är en civil parish i Cheltenham, Storbritannien. Den ligger i grevskapet Gloucestershire och riksdelen England, i den södra delen av landet, 140 km väster om huvudstaden London.